# Aerodramus elaphrus
La salangana de Seychelles, salangana de Las Seychelles o rabitojo cavernícola (Aerodramus elaphrus) es una especie de ave apodiforme de la familia Apodidae endémica en las islas Seychelles.

## Descripción
Mide entre 10–12 cm de largo, con una envergadura alar de 28 cm y un peso de unos 10 g. Sus partes superiores pardo grisáceas oscuras y tiene el obispillo ligeramente más claro. Las partes superiores son de un pardo grisáceo claro, y más oscuro en las coberteras de la parte inferior de la cola. Su pico y patas son negras. La cola es ligeramente ahorquillada. Sus alas son largas y estrechas pero menos puntiagudas que el resto de apódidos que visitan las islas.
Emiten llamadas suaves y gorgeantes cuando vuelan alimentándose en bandada y producen clics agudos y metálicos para ecolocaliar en el interior de las cuevas.
El pariente más cercano de la salangana de Seychelles es la salangana de las Mascareñas (Aerodramus francicus) de las islas Mauricio y Réunion, que es más pequeña y clara, y fue considerado como su subespecie en el pasado. Se cree que la separación entre ambos es de unos 500.000 años.

## Comportamiento
La salangana de Seychelles cría en las islas de Mahé, Praslin y La Digue. Antes también criaba en la isla Félicité y se ha registrado como visitante no reproductor en isla Aride. A menudo se alimenta sobre las aguas dulces y los pasos de montaña pero no han sido vistos en la mayoría de los demás hábitats. Se alimenta de insectos voladores especialmente hormigas.
La cría tiene lugar en cuevas a lo largo de todo el año en un pequeño número de colonias. Fabrica su nido ligeramente cóncavo con hebras de líquenes y acículas de casuarina que mantiene unidos con su pegajosa saliva. Suelen poner un huevo blanco que incuban entre 25 y 30 días. Los pollos son alimentados por los dos miembros de la pareja y dejan el nido tras 42 días.

## Conservación
Esta especie está catalogada como Vulnerable por la UICN debido a que su pequeña población (entre 2.500 y 3.000 individuos) y el limitado número de lugares para su anidamiento. Entre sus principales amenazas se incluye la perturbación de las zonas de cría, el uso de pesticidas y la predación que sufren por parte de las lechuzas y gatos introdcidos.